# Parathelypteris jinfoshanensis
Parathelypteris jinfoshanensis là một loài thực vật có mạch trong họ Thelypteridaceae. Loài này được Ching & Z.Y. Liu mô tả khoa học đầu tiên năm 1984.